# Estructura interna de la Terra

Estructura interna de la Terra
1) Escorça continental. 2) Escorça oceànica. 3) Mantell superior. 4) Mantell inferior. 5) Nucli extern. 6) Nucli intern.
Discontinuïtats: A (de Mohorovičić), B (de Gutenberg), C (de Lehmann).

L'estructura interna de la Terra comprèn diversos embolcalls successius, dels quals els principals són l'escorça terrestre, el mantell i el nucli (format pel nucli intern i l'extern). Aquesta representació està molt simplificada, ja que aquests embolcalls poden presentar subdivisions.
Per localitzar aquestes capes, els sismòlegs utilitzen les ones sísmiques, i el principi que quan la velocitat d'una ona sísmica canvia bruscament i de manera important, és que hi ha un canvi de medi i, per tant, de capa. Aquest mètode ha permès, per exemple, determinar l'estat de la matèria a profunditats que l'ésser humà no pot atènyer.
Aquestes capes són delimitades per discontinuïtats com la de Mohorovičić, la de Gutenberg, o la de Lehmann. Per comprendre aquesta constitució, cal remuntar-se a la formació Terra, que s'ha format per acreció de meteorits i, en el moment d'aquesta formació, les diferents capes s'han establert a conseqüència de la diferent densitat dels seus constituents.

## Massa
La força exercida per la gravetat de la Terra es pot utilitzar per calcular la seva massa. Els astrònoms també poden calcular la massa terrestre observant el moviment dels satèl·lits en òrbita. La densitat mitjana de la Terra es pot determinar mitjançant experiments gravimètrics, que històricament tenen pèndols implicats.
La massa de la Terra és d'aproximadament 5,9722×1024 kg. La densitat mitjana de la Terra és de 5,515 g/cm3.

## Detall de l'estructura

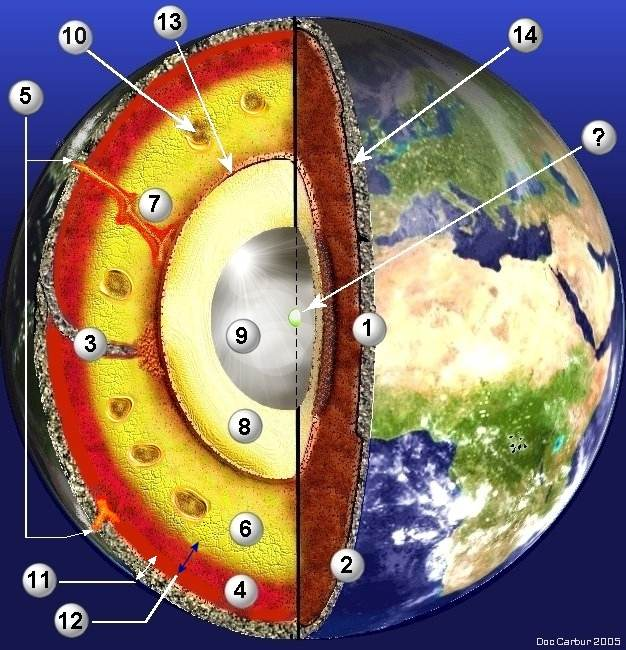
Estructura detallada de la Terra.
1. Escorça continental; 2. escorça oceànica; 3. Zona de subducció; 4. Mantell superior; 5. Erupcions volcàniques; 6. Mantell inferior; 7.
Materials més calents que, partint del límit amb el nucli, fonen parcialment a prop de la superfície produint vulcanisme. 8. Nucli extern; 9. Nucli intern; 10. Cèl·lules de convecció del mantell; 11. Litosfera; 12. Astenosfera; 13. Discontinuïtat de Gutenberg; 14. Discontinuïtat de Mohorovičić.

L'anàlisi de la composició de les roques terrestres i meteòriques, així com la mesura de la densitat mitjana del globus (5,5) han influït sobre diversos models que proposen una fina i lleugera crosta o escorça de silicats que recobreix un nucli metàl·lic més dens i voluminós. L'anàlisi de les dades sismològiques, cada cop més precises, han permès establir el model actual.
1. Escorça: Té de 10 a 40 km d'espessor. Flota sobre el mantell. Està constituïda majoritàriament per silicats d'alumini.
  1. Escorça continental, sòlida, essencialment granítica, amb roques sedimentàries al damunt. És més espessa que l'escorça oceànica (de 30 km a 100 km sota les cadenes de muntanyes). L'escorça terrestre representa aproximadament 1,5% del volum terrestre. Antigament s'anomenava SIAL (silici + alumini).
  2. Escorça oceànica, sòlida, essencialment composta de roques basàltiques. Relativament fina (aproximadament 5 km). També s'anomena SIMA (silici + magnesi).
2. Zona de subducció, on una placa s'enfonsa de vegades fins a uns quants centenars de quilòmetres dins el mantell.
3. Mantell superior, que és més viscós que el mantell inferior, ja que les restriccions físiques que hi regnen el transformen, en part, en líquid. És format essencialment de roques com la peridotita (els seus minerals són: olivina, piroxè, granat). Al contacte entre l'escorça i el mantell superior es pot de vegades descobrir una zona anomenada LVZ. (vegeu el númèro 11).
4. Erupcions sobre zones de vulcanisme actiu. Dos tipus de vulcanismes són representats aquí, el més profund dels dos és anomenat «de punt conflictiu». Es tractaria de volcans dels quals el magma provindria de les profunditats del mantell prop del límit amb el nucli líquid. Aquests volcans no serien doncs vinculats a les plaques tectòniques i, no seguint doncs els moviments de l'escorça terrestre, serien quasi immòbils a la superfície del globus, i formarien els arxipèlags d'illes com les Tahití.
5. Mantell inferior, que presenta les propietats d'un sòlid elàstic. El mantell no és líquid com es podria creure mirant els corrents de lava de certes erupcions volcàniques però és menys "dur" que les altres capes. El mantell representa un 84% del volum terrestre.
6. Matèria més calenta que, partint del límit amb el nucli, es fon parcialment prop de la superfície de la Terra i produeix el vulcanisme de punt conflictiu.
7. Nucli extern, líquid, essencialment compost de ferro (aproximadament 80%) i de níquel més alguns elements més lleugers. La seva viscositat és similar a la de l'aigua, la seva temperatura mitjana ateny els 4000 °C i la seva densitat és de 10. Aquesta enorme quantitat de metall en fusió és remogut (per convecció, però també en resposta als diversos moviments de rotació i de precessió del globus terraqüi). Escolaments de ferro líquid hi poden engendrar corrents elèctrics que donen lloc a camps magnètics que reforcen els corrents que creen així un efecte dinamo mantenint-se els uns als altres. El nucli líquid és, doncs, l'origen del camp magnètic terrestre.
8. Nucli intern, sòlid, essencialment metàl·lic, constituït per cristal·lització progressiva del nucli extern. La pressió el manté en un estat sòlid malgrat una temperatura superior a 5000 °C i una densitat d'aproximadament 13. El nucli intern i extern representen un 15% del volum terrestre.
9. Cèl·lules de convecció del mantell, on la matèria és en moviment lent. El mantell és la seu de corrents de convecció que transfereixen la major part de l'energia calorífica del nucli de la Terra cap a la superfície. Aquests corrents provoquen la deriva dels continents però les seves característiques precises (velocitat, amplitud, localització) són encara mal conegudes.
10. Litosfera, constituïda per l'escorça (plaques tectòniques) i d'una part del mantell superior. El límit inferior de la litosfera es troba a una profunditat compresa entre 100 i 200 quilòmetres, al límit on els peridotites s'apropen al seu punt de fusió. Es troba de vegades a la base de la litosfera (certs geòlegs la hi inclouen) una zona anomenada LVZ, o Low Velocity Zone, on s'observa una disminució de la velocitat i una atenuació marcada de les ones sísmiques P i S. Aquest fenomen és degut a la fusió parcial de la peridotita que comporta una major fluïdesa. La LVZ no està generalment present sota les arrels de les cadenes de muntanyes de l'escorça continental.
11. Astenosfera, o zona inferior del mantell superior, situada entre la litosfera i la mesosfera.
12. Discontinuïtat de Gutenberg, o zona de transició del mantell al nucli.
13. Discontinuïtat de Mohorovicic, o zona de transició entre l'escorça i el mantell, i per tant, formant part de la litosfera.

## Litosfera
La litosfera és la capa exterior de la Terra, formada per l'escorça i la porció superior del mantell. S'estén des de la superfície de la Terra fins a entre 50 i 280 quilòmetres per sota. La diferència de gruix explica tant l'escorça oceànica prima com la continental més gruixuda.

### Abans de Pangea

Separació de continents de Pangea

El Precambrià cobreix una gran part de la història de la Terra, començant amb la creació de la Terra fa uns 4.500 milions d'anys i acabant fa 600 milions d'anys. Des de fa uns 600 milions d'anys, els animals multicel·lulars han evolucionat i s'han format a la Terra.

### Deriva continental
A principis del segle xx, el científic alemany Alfred Wegener va proposar la teoria que els continents estaven en moviment, i va denominar a això deriva continental. Wegener es va adonar que l'Àfrica occidental i Sud-amèrica oriental eren com peces de trencaclosques. No va ser el primer a informar l'assumpte, però va ser el primer a trobar evidència que els dos continents estaven connectats. Ell creia que els dos continents eren part d'un territori gran i unificat, i que hi havia molta evidència geològica i biològica per donar suport a això. Per exemple, fòssils de rèptils antics mesosaures només s'havien trobat a Sud-àfrica i Amèrica del Sud. Amb un metre de llarg, aquest animal no pot nedar llargues distàncies, com l'Oceà Atlàntic. Wegener creia que tots els continents (no només Àfrica i Amèrica del Sud) estaven interconnectats en un supercontinent. Va trucar a aquesta gran terra antiga Pangea (que significa totes les terres en grec).
| Mostra l'extensió i els límits de les plaques tectòniques, amb contorns superposats dels continents que els suporten. |            |
| Nom | Mida (km²) |
| Àsia | 44.391.162 |
| Àfrica | 30.244.049 |
| Amèrica del Nord | 24.247.339 |
| Amèrica del Sud | 17.821.029 |
| Antàrtida | 14.245.000 |
| Europa | 10.354.636 |
| Oceania | 7.686.884  |

Fa uns 270 milions d'anys durant el Pèrmic, un terç de la superfície de la Terra era terra ferma i l'Oceà Mundial Panthalassa envoltava aquest supercontinent. El col·lapse de Pangea ara s'explica des del punt de vista de la tectònica de plaques. Aquesta superestructura no es va trencar immediatament, el seu col·lapse va començar fa uns 200 milions d'anys durant el Juràssic. Fa uns 180 milions d'anys, el primer oceà format pel col·lapse de Pangea va ser l'Oceà Atlàntic Central, situat entre el nord-oest d'Àfrica i Amèrica del Nord i el sud-oest de l'Oceà Índic entre Àfrica i l'Antàrtida. Fa uns 140 milions d'anys, amb la separació de l'Àfrica i l'Amèrica del Nord, es va formar l'Oceà Atlàntic Sud. Fa uns 80 milions d'anys, Amèrica del Nord es va separar d'Europa; Austràlia també es va allunyar de l'Antàrtida i l'Índia de Madagascar. Fa uns 50 milions d'anys, Índia finalment va col·lisionar amb Euràsia, formant l'Himàlaia, finalment, formant els continents actuals.

### Continents i Oceans
| centro        |              |
| Nombre        | Tamaño (km²) |
| Oceà Pacífic  | 155.557.000  |
| Oceà Atlàntic | 76.762.000   |
| Oceà Índic    | 68.556.000   |
| Oceà Antàrtic | 20.337.000   |
| Oceà Àrtic    | 14.056.000   |

Ara es reconeixen set continents a la Terra: Àsia, Àfrica, Amèrica del Nord, Amèrica del Sud, Europa, Austràlia i l'Antàrtida. Però alguns geògrafs només enumeren sis continents, combinant Àsia i Europa, i convertint-lo en un continent (Euràsia). En alguns llocs, els estudiants aprenen que només hi ha cinc continents: Euràsia, Austràlia, Àfrica, l'Antàrtida i les Amèriques. Alguns geògrafs consideren que continent no és només un terme físic, sinó també un terme cultural; Àsia i Europa, per exemple, són part físicament d'una terra, però culturalment diferents. Les illes properes als continents són part d'aquest continent; per exemple, Groenlàndia és políticament part d'Europa i geogràficament part d'Amèrica del Nord. Algunes illes, com Nova Zelanda, Hawaii i Polinèsia, no són part del continent. Oceania, és el nom dels territoris del Pacífic, juntament amb Austràlia. L'Everest és el punt més alt de la Terra a 8.850 metres, situat a l'Himàlaia a la Regió Autònoma del Tibet a la Xina, Àsia.
Els oceans cobreixen el 71% de la superfície de la Terra i són importants per a la vida i la regulació del clima. Hi ha cinc oceans a la Terra, tots interconnectats: l'Oceà Pacífic, l'Oceà Atlàntic, l'Oceà Índic, l'Oceà Àrtic i l'Oceà Antàrtic. La Fossa de les Marianes és el punt més baix de la superfície de la Terra, aconsegueix una profunditat de 10.924 metres sota el nivell del mar i es troba a l'Oceà Pacífic.

#### Accidents geogràfics
Els accidents geogràfics pot ser de major escala com: muntanyes, turons, altiplans i planes, així com buttes, canyons, valls i conques hidrogràfiques (menor escala). Són el resultat del moviment d'altiplans subterranis i la pressió de muntanyes i turons. De la mateixa manera, l'aigua i el vent poden erosionar la terra i crear rius com a valls i valls profundes. Aquests dos processos tenen lloc durant un llarg període, de vegades milions d'anys. Les terres poden tenir forma de serralades i conques submarines.

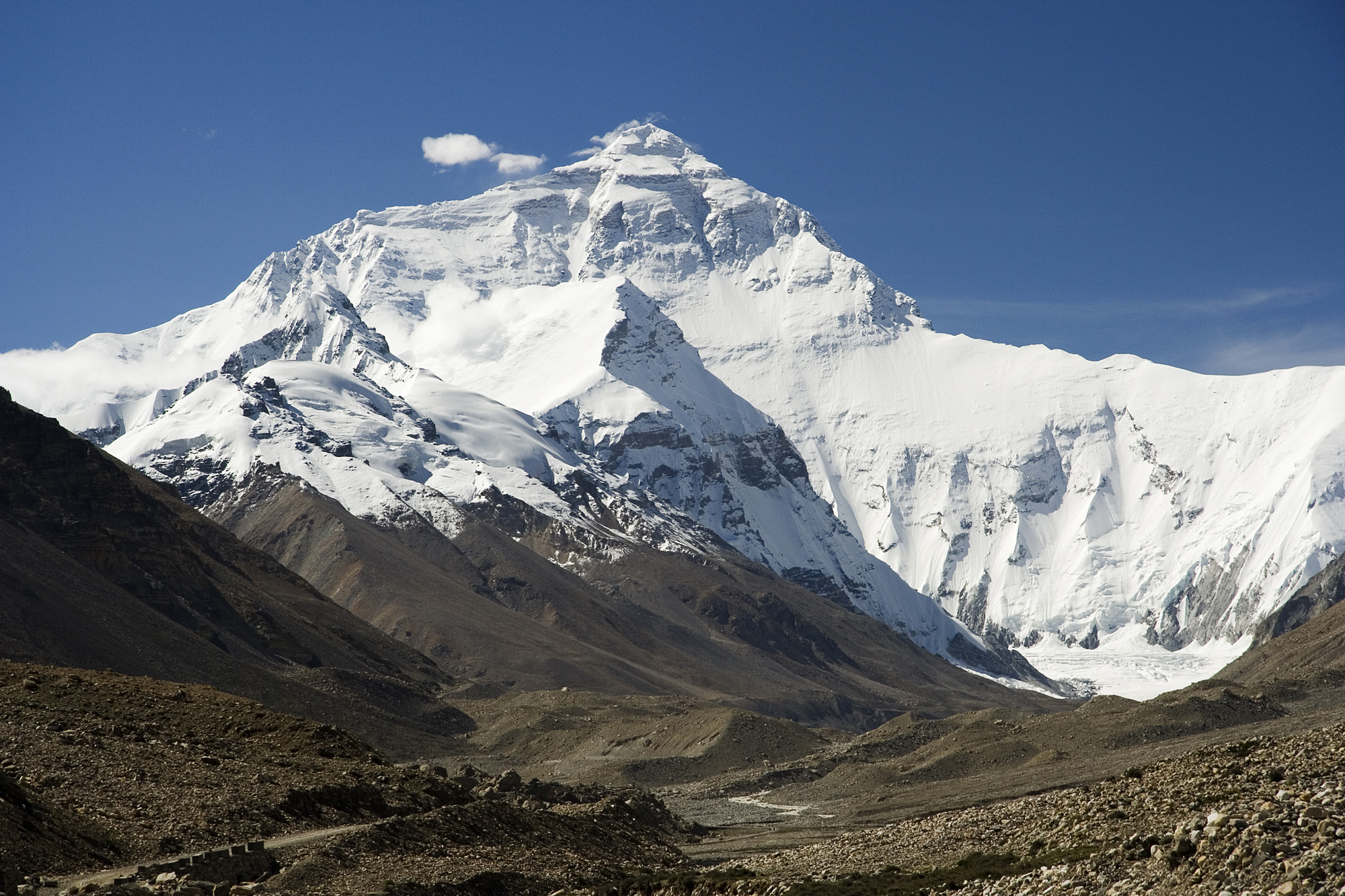
La Muntanya de l'Everest, és la més alta i el punt més alt del planeta

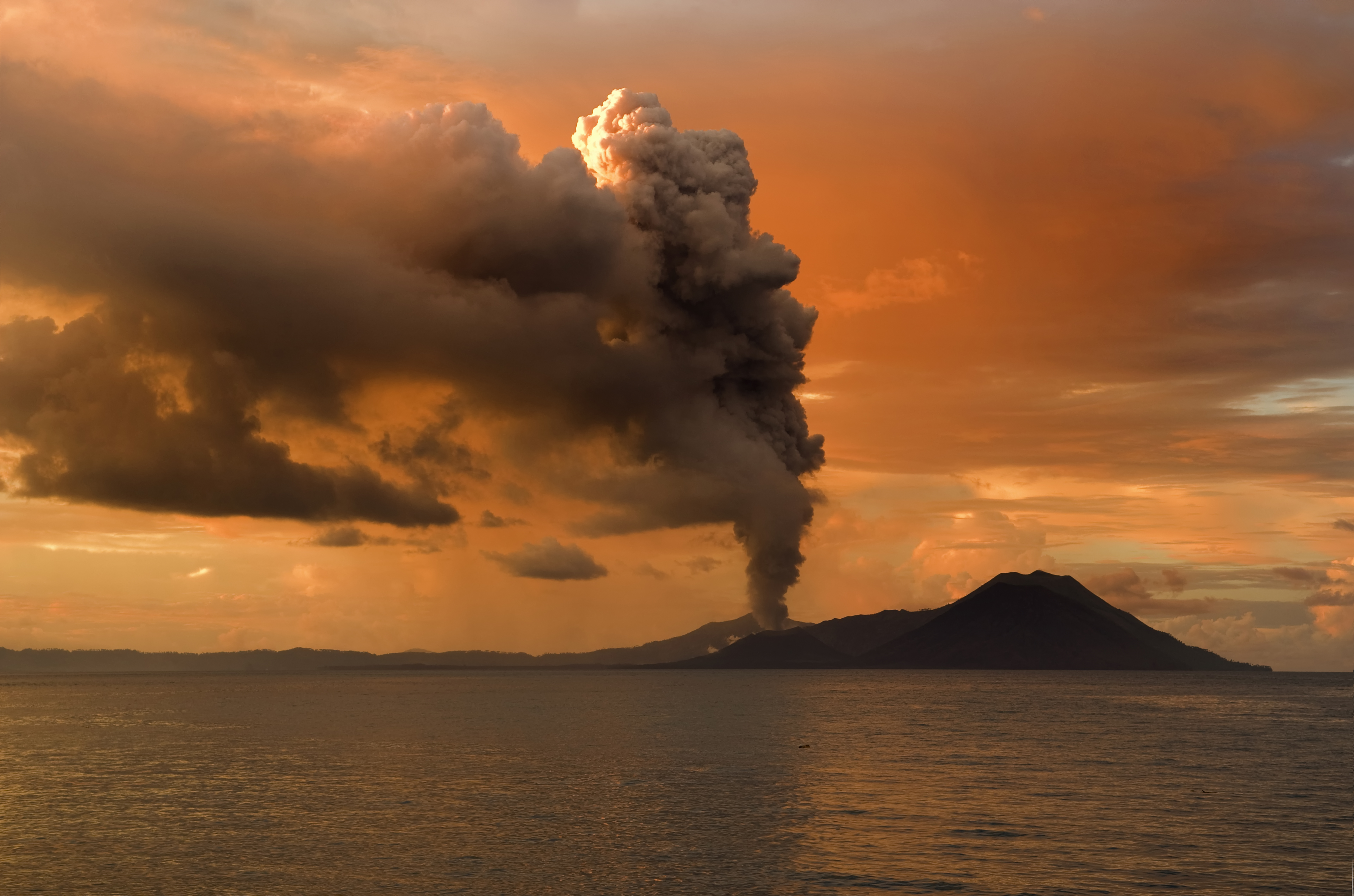
El volcà Tavurovor està en erupció

- Relleu muntanyós: és més alt i més prominent que els seus voltants, i inclou un pendent costerut i un cim, i generalment és més gran que un turó. Les muntanyes poques vegades es veuen per separat i generalment es presenten com a llargues cadenes. Quan una cadena de muntanyes es connecta entre si, sorgeix una serralada. El rang de les muntanyes arriba a desenes a centenars de quilòmetres i són més altes que els seus voltants i les muntanyes estan separades per Valls. Hi ha altiplans en moltes cadenes muntanyenques.
- Relleu continental: es refereix a qualsevol dels elements del relleu terrestre, com les muntanyes (inclosos els cons volcànics), els altiplans i les valls.
- Relleu fluvial: és el resultat del moviment de l'aigua a la terra. El flux d'aigua és el procés extern més important per donar forma a la superfície de la terra. El relleu fluvial pot ser sedimentari com a planes d'inundació,  ventalls al·luvials i deltes, o erosiu com a valls i estrets.
- Relleu de sedimentació fluvial: són derivats dels processos de sedimentació fluvial i lliscaments de terra. Els relleus de sedimentació es troben a gairebé tot arreu a la terra, i hi ha dos tipus de lliscaments de terra: l'erosió causada pels rius i les terres emergides pels processos de sedimentació dels rius. Les valls són una de les característiques erosives i les planes al·luvials i els bancs de sorra són els efectes sedimentaris.
- Relleu glacera: una glacera és el resultat de la congelació de grans quantitats d'aigua superficial. Avui dia, existeixen vastes glaceres en llocs com Groenlàndia, l'Antàrtida i moltes cadenes muntanyoses de gran altura. A més, les glaceres s'han expandit i multiplicat al llarg de la història de la Terra. Al final de l'Edat de Gel, que va acabar fa uns 20.000 a 15.000 anys, més del 30% de la superfície de la terra estava coberta per gel.
- Relleu costaner i oceànic: la costa (platja) és una àrea de terra creada per l'acció de les onades i els corrents marins. La majoria dels fons oceànics estan fora de l'abast de la llum solar i l'exploració humana, però s'ha demostrat l'existència de vastes cadenes muntanyoses i planes al fons marí.
- Relleu volcànic: les erupcions volcàniques generen gran varietat de paisatges, els més reconeixibles són els volcans, conques volcàniques i doms de lava. Els volcans terrestres difereixen en mida, forma, composició i història eruptiva.
- Relleu eòlic: es forma per l'erosió o sedimentació de la geomorfologia pel vent i es forma per l'erosió o sedimentació dels materials de la superfície pel vent. Aquesta terra inclou alguns lliscaments de terra, com dunes de sorra i paviment desèrtic.

#### Impacte humà
Antropocè és el nom d'una era geològica no oficial que es troba al tercer trimestre del Quaternari (fa 2,6 milions d'anys, fins ara) i el seu rang és des de la segona meitat del segle xviii, fins ara. L'antropocè és l'era en què van començar els grans canvis de l'hommo sapiens a la superfície de la terra, l'atmosfera, els oceans i els cicles naturals. Diversos científics han argumentat que l'antropocè hauria de ser una continuació de l'era de l'Holocè (fa 11.700 anys).

## Sismologia
Les capes de la Terra s'han deduït indirectament utilitzant el temps de viatge de les ones sísmiques refractades i reflectides creades pels terratrèmols. El nucli no permet que les ones de cisalla el travessin, mentre que la velocitat de viatge (velocitat sísmica) és diferent en altres capes. Els canvis en la velocitat sísmica entre diferents capes provoquen refracció a causa de la llei de Snell, com la flexió de la llum quan passa a través d'un prisma. De la mateixa manera, les reflexions són causades per un gran augment de la velocitat sísmica i són similars a la llum que es reflecteix en un mirall.